# Gandhara

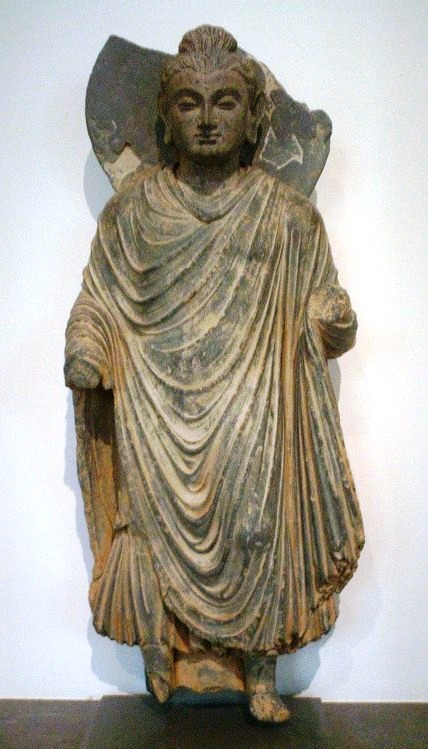
Boeddhabeeld uit Gandhara, eerste eeuw

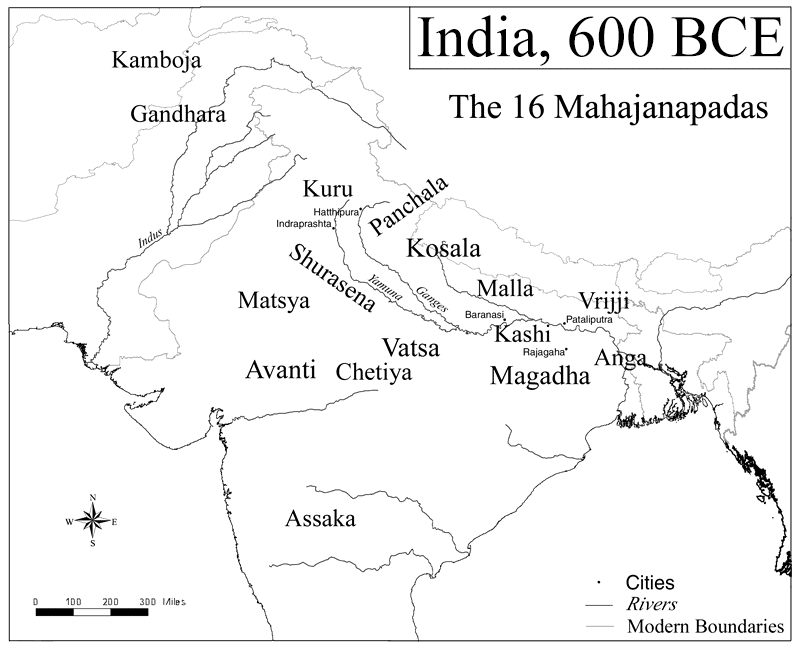
Antiek India

Gandhara was een koninkrijk in Oost-Afghanistan en Noordwest-Pakistan van de 6e eeuw v.Chr. tot de 11e eeuw AD. De belangrijkste steden waren Taxila en Purushapura (Peshawar).

## Gandhara onder de Maurya's
Volgens de overlevering leefde Chandragupta Maurya, de stichter van de Mauryadynastie in Taxila toen Alexander de Grote de stad innam. Hier zou hij ook zijn belangrijkste raadgever Kautilya ontmoet hebben. Chandragupta Maurya veroverde Gandhara in 305 v.Chr na een overwinning op Seleucus, een diadoch (opvolger van Alexander).
De Maurya erfden en incorporeerden verscheidene Achaemenidische tradities die de basis werden voor de Arthaśāstra, een boek over staatkunde dat aan Kautiliya wordt toegeschreven.
Ashoka, de kleinzoon van Chandragupta Maurya, heerste over een van de grootste rijken in India ooit. Net als zijn grootvader begon hij zijn loopbaan vanuit Gandhara. Van nog groter belang is de door Ashoka bevorderde zendingsactiviteit van het boeddhisme. Ceylon werd in deze periode tot het boeddhisme bekeerd. Ashoka is bekend voor zijn in steen gekerfde edicten. Onder Ashoka's opvolgers raakte zijn rijk echter in verval. In Magadha volgden de dynastieën van de Shunga's en Kanva's, in het noordwesten heersten Indo-Griekse koningen, in het zuiden (in Centraal-India) de Shatavahana's en Andhra's.

## Gandhara onder de Kushana
Gandhara onderging een culturele bloeiperiode van de eerste tot de vierde eeuw onder het Kushanarijk. Wima-Kadphises bracht de Kushana, Centraal Aziatisch herdersvolk (verwant aan de Yuezhi) tot een groot rijk dat zich onder Kanishka van Afghanistan tot het Gangesbekken uitstrekte. In deze periode bereikte de Indische kunst een eerste hoogtepunt. Er ontstonden twee kunstscholen met een eigen stijl: die van Mathura en de school van Gandhara. Beide scholen brachten ongeveer tegelijkertijd de vroegste beelden van de Boeddha voort. In de 4e eeuw verschoof het zwaartepunt geleidelijk naar het oosten en nam het belang van Gandhara af. Onder de Gupta's vormde Gandhara een grensgebied. Het werd in de 6e eeuw geplunderd door de Witte Hunnen, die uit Centraal-Azië binnenvielen. Later ging het onderdeel uitmaken van het rijk van de Shahi's, een dynastie die eerst boeddhistische kunst patroniseerde, en later op het hindoeïsme overging.
Nadat Mahmud van Ghazni in 1021 na Chr. de Shahi's ten val bracht verdween de naam Gandhara. Gedurende de vroege islamitische periode werd het gebied bestuurd vanuit Lahore of Kabul. Gedurende de Mogolperiode was het gebied een deel van de provincie Kabul.